# Jules Henri Cellier
Pour les articles homonymes, voir Cellier.
Jules Henri Cellier, né le 7 juin 1826 à Valenciennes et mort le 17 juin 1901 à Douai, est un peintre français.

## Biographie
Jules Henri Cellier est le fils d'Henri Cellier (1799-1857), peintre, et d'Henriette Ledieu.
En 1848, il épouse Angélina Rosalie Henriette Tondeur.
Élève de François Édouard Picot et de Julien Potier, il expose au Salon de 1859 à 1889.
Portraitiste, il est nommé professeur adjoint à l'académie de dessin de Douai en 1859.
Il meurt à son domicile à l'âge de 75 ans.

## Œuvres exposées aux Salons parisiens
- Portrait de M. D., au Salon de 1859
- Nature morte, au Salon de 1864
- Portrait de M. T. Denis, au Salon de 1865
- Portrait de M. Léon N., au Salon de 1866
- Portrait de Mme J. C., au Salon de 1867
- Portrait de Mlle M. S., au Salon de 1868
- Portrait de M. T., au Salon de 1870
- Portrait de Mme V[euv]e C., au Salon de 1876
- Louise, au Salon de 1877
- Portrait de M. A. Grard, au Salon de 1880
- Le billot, au Salon de 1884
- Les retardataires, au Salon de 1884
- Portrait de Mme C. J., au Salon de 1889